# Municipio de Watopa
El municipio de Watopa (en inglés: Watopa Township) es un municipio ubicado en el condado de Wabasha en el estado estadounidense de Minnesota. En el año 2010 tenía una población de 247 habitantes y una densidad poblacional de 2,68 personas por km².

## Geografía
El municipio de Watopa se encuentra ubicado en las coordenadas 44°14′12″N 91°59′26″O / 44.23667, -91.99056. Según la Oficina del Censo de los Estados Unidos, el municipio tiene una superficie total de 92.27 km², de la cual 91,27 km² corresponden a tierra firme y (1.09 %) 1 km² es agua.

## Demografía
Según el censo de 2010, había 247 personas residiendo en el municipio de Watopa. La densidad de población era de 2,68 hab./km². De los 247 habitantes, el municipio de Watopa estaba compuesto por el 100 % blancos. Del total de la población el 1,62 % eran hispanos o latinos de cualquier raza.